# كهف بيلوني
كهف بيلوني هو كهف كارست يقع بالقرب من مدينة بيستيل، دائرة كوريل في هايتي. تم الكشف عن الكهف مؤخرًا خلال رحلة استكشافية عام 2009. بعد ذلك مباشرة، تم تركيب الممرات للجولات المصحوبة بمرشدين، وتم نصب البوابات للحفاظ على المناطق الأكثر هشاشة في الكهف. نتيجة لذلك، يظل الكهف في حالة بدائية. تتم إدارة الكهف من قبل مدينة بيستل، على الرغم من أنها تبعد حوالي ساعة بالسيارة والمشي معًا.